# HC Eemsmond
HC Eemsmond is een Nederlandse hockeyclub uit de Groningse plaats Delfzijl.
De club werd opgericht op 28 november 1966 en speelt op Sportpark Uitwierde waar ook een voetbalvereniging (VV Neptunia) is gevestigd. Het eerste herenteam komt in het seizoen 2012/13 uit in de Vierde klasse van de KNHB.
De club profileert zichzelf als de noordelijkst gelegen hockeyclub van Nederland.